# Liste der Kulturgüter in Domat/Ems
Die Liste der Kulturgüter in Domat/Ems enthält alle Objekte in der Gemeinde Domat/Ems im Kanton Graubünden, die gemäss der Haager Konvention zum Schutz von Kulturgut bei bewaffneten Konflikten, dem Bundesgesetz vom 20. Juni 2014 über den Schutz der Kulturgüter bei bewaffneten Konflikten sowie der Verordnung vom 29. Oktober 2014 über den Schutz der Kulturgüter bei bewaffneten Konflikten unter Schutz stehen.
Objekte der Kategorie A sind vollständig in der Liste enthalten, Objekte der Kategorie B sind im Gemeindegebiet nicht ausgewiesen, Objekte der Kategorie C fehlen zurzeit (Stand: 13. Oktober 2021).

## Kulturgüter
| Foto |                                                             | Objekt | Kat. | Typ | Standort                        | Beschreibung                                                            |
| ---- | ----------------------------------------------------------- | --- | ---- | --- | ------------------------------- | ----------------------------------------------------------------------- |
| ja   | Datei hochladen · Wikidata zu Kirche Sogn Gion (Q1578467)   | Kirche St. Johannes, Kapelle und Beinhaus / Baselgia catolica Sogn Gion, chaplutta e carner KGS-Nr.: 2993                        | A    | G   | Crestas 753460 / 189320         |                                                                         |
| ja   | Datei hochladen · Wikidata zu Kirche Sogn Pieder (Q1613340) | Kirche St. Peter / Chaplutta Sogn Pieder KGS-Nr.: 2994                                                                           | A    | G   | Via Sogn Pieder 753320 / 189090 |                                                                         |
| ja   | Datei hochladen · Wikidata zu Hinterrheinbrücke (Q38257460) | Hinterrheinbrücke der Rhätischen Bahn / Punt sur il Rain Anteriur da la Viafier retica KGS-Nr.: 17446                            | B    | G   | 750220 / 187630                 | Objekt liegt hälftig auf dem Gemeindegebiet von Bonaduz (KGS-Nr. 2995). |
| ja   | Datei hochladen                                             | Domat-Brücke, eiserne Brücke über den Rhein bei Reichenau / Punt da Domat, punt da fier sur il Rain tar Reichenau KGS-Nr.: 17447 | B    | G   | 750393 / 187732                 | Objekt liegt hälftig auf dem Gemeindegebiet von Tamins (KGS-Nr. 2996).  |